# Přepadení v Pacifiku

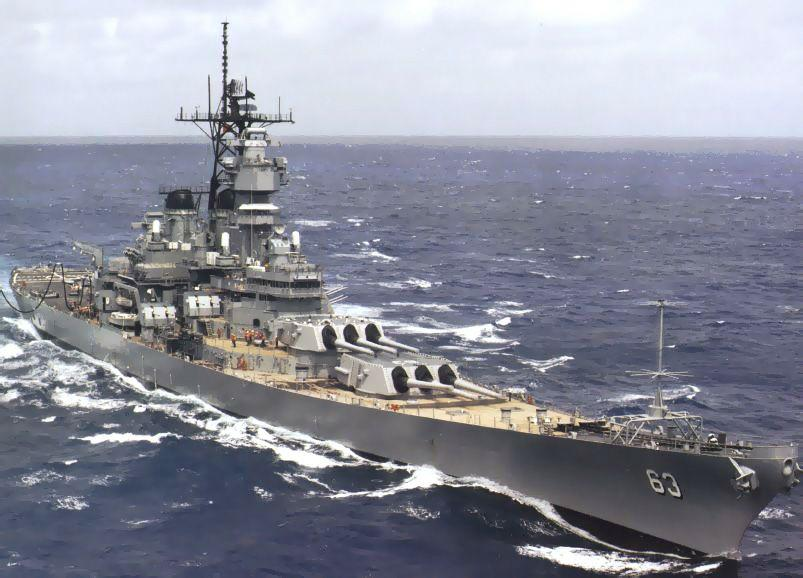
USS Missouri

Přepadení v Pacifiku (anglicky: Under Siege) je akční drama z roku 1992 režírované Andrew Davisem. Děj se odehrává na americké bitevní lodi Missouri. Hlavní role ztvárnili Steven Seagal jako kuchař Casey Ryback, bývalý příslušník speciální jednotky námořnictva Navy SEAL, který musí na palubě zneškodnit skupinu žoldáků vedenou Tommy Lee Jonesem v postavě Billyho Stranixe a Garyho Buseye jako velitele Krilla. Z hlediska odborné kritiky a finančních zisků se jedná o nejúspěšnější Seagalův snímek, jenž také obdržel dvě nominace na Oscara.
V roce 1995 byla uvedena premiéra pokračování s názvem Přepadení 2: Temné území (Under Siege 2: Dark Territory).

## Děj
Film začíná v Pearl Harboru, kam připlouvá americká bitevní loď USS Missouri, s níž se na palubě loučí americký prezident George H. W. Bush. Poté se plavidlo vyzbrojené jadernými zbraněmi vydává na poslední plavbu do Kalifornie, kde bude vyřazeno ze služby.
Na palubě se nachází Casey Ryback (Steven Seagal), vrchní loďmistr na místě kuchaře, který připravuje jídlo pro narozeninovou oslavu kapitána Adamse (Patrick O'Neal), v rozporu s přáním výkonného důstojníka velitele Krilla (Gary Busey), jenž objednal stravu a zábavu na Havaji a ta má být na palubu dopravena vrtulníkem. V kuchyni dojde ke vzájemné potyčce, po které nechává první důstojník kuchaře zavřít do mrazáku s vojenským dozorem. Za veselí posádky přilétá vrtulník CH–46 se členy kapely říkající si „Bad Billy and the Bail Jumpers“, obsluhujícím personálem a playmate Playboye „Miss červenec '89“ Jordan Tateovou (Erika Eleniaková). Ve skutečnosti se jedná o žoldáky vedené vyšinutým bývalým speciálním agentem CIA Billy Strannixem (Tommy Lee Jones), kterého se pokusila rozvědka zabít.
Krátce po začátku party zpívající Strannix vyzve osazenstvo, aby se v sále postavil důstojník s nejvyšší hodností. Když tak daný voják učiní, je zastřelen, členové skupiny odhalí zbraně a začne přestřelka, při níž umírá několik námořníků. Krill přichází do kajuty kapitána Adamse a také jej zastřelí. Teroristé přejímají vládu nad lodí, členy posádky směřují do podpalubí a zavařením průchodů se snaží omezit volný pohyb osob.
Strannix má v úmyslu ukrást zbraně, zejména řízené střely s plochou dráhou letu BGM-109 Tomahawk nesoucí jaderné nálože, ty přenést na zcizenou severokorejskou ponorku, o níž se CIA domnívá, že byla potopena a prodat je na černém trhu. Nad lodí přelétající stíhací letoun F/A–18 Hornet je ozbrojenci sestřelen a začíná příprava raketového útoku na Honolulu a Pearl Harbor, mimo jiné s cílem vyřazení monitorovacích systému amerického námořnictva.
Dva žoldáci jsou posláni k likvidaci kuchaře zavřeného v mrazáku. Ten je zabíjí, vyrábí z potravinových surovin bombu a vychází z podpalubí. Po přerušení kontaktu se zabijáky jde situaci do kuchyně zkontrolovat Strannix, když v jeho přítomnosti dochází k explozi výbušniny v mikrovlnné troubě. Krill prověřuje Rybakovy záznamy uložené v admirálově kajutě a odhaluje jeho identitu bývalého elitního člena speciálních námořních jednotek SEAL s protiteroristickým výcvikem.
Kuchař v jídelně naráží na nic netušící playmate Jordan, která odmítá zůstat osamocena a připojuje se k němu. Satelitním telefonem se spojuje s admirálem Batesem (Andy Romano) do Pentagonu a oznamuje odhad situace na palubě. Armáda má v plánu vyslat na Missouri tým SEAL, který by převzal zpátky velení lodě. Ryback mezitím nalézá skupinu skrývajících se námořníků v podpalubí, se kterými se chystá ke společnému aktivnímu boji. Prvním úspěchem je krátkodobé vyřazení elektrického proudu a tím obranných zbraňových systémů ovládaných žoldáky.
Při přiblížení dvou helikoptér CH-46, jež nesou speciální komando SEAL a jeho eskortu AH-1 Cobra, jsou oba stroje sestřeleny ručním protiletadlovým raketovým kompletem z ponorky zakotvené u bitevní lodi. Mise končí neúspěšně, Pentagon se rozhoduje ke konečnému vzdušnému útoku, který má Missouri potopit. Strannixovu týmu se daří opět získat kontrolu nad zbraňovými systémy, Tomahawky jsou překládány do ponorky, do jejíhož nitra také vchází Krill. Ryback se za pomoci své skupiny dostává k dělům, kterými střílí po ponorce. Těsně před jejím ponořením ji potápí přímým zásahem.
Teroristé odpalují dva Tomahawky s jadernou náplní směrem k Honolulu. Jedna raketa je na cestě zničena střelou odpálenou z hlídkující stíhačky F/A-18, druhá uniká a pokračuje k cíli. Strannixovým plánem je přilákat kuchaře k záchraně zajatců před jejich utopením. Ti jsou shromážděni ve velkém prostoru v podpalubí, který je zaplavován vodou z požárních hadic. Ryback se vydává na velící můstek, kde je překvapen Strannixem. Pod namířenou zbraní má na obrazovce sledovat zánik Honolulu. Dochází k debatě o jejich minulosti v CIA a následně propuká kontaktní boj s noži, končící zabitím Strannixe, poté co mu kuchař vytrhává pravé oko z očnice a zaráží čepel dýky do temene hlavy. Z Pentagonu přijímá deaktivační kód nutný ke zničení stále letící střely, která je zneškodněna méně než jednu minutu před dosažením Honolulu.
Při příjezdu do přístavu v San Franciscu probíhají na palubě oslavy. Ryback se během prohlídky lodním lékařem líbá s Jordan Tateovou. Poté následuje uctění památky kapitána Adamse. Posádka je nastoupena a Ryback salutuje ve slavnostní uniformě před kapitánovou rakví potaženou americkou vlajkou.

## Obsazení
| Steven Seagal      | kuchař Casey Ryback         |
| Tommy Lee Jones    | Bill Strannix               |
| Gary Busey         | velitel Krill               |
| Erika Eleniaková   | playmate Jordan Tate        |
| Colm Meaney        | Doumer                      |
| Patrick O'Neal     | kapitán Adams               |
| Andy Romano        | admirál Bates               |
| Dale Dye           | kapitán Nick Garza          |
| Nick Mancuso       | Tom Breaker                 |
| Damian Chapa       | Tackman                     |
| Tom Wood           | vojín Nash                  |
| Troy Evans         | Granger                     |
| Dennis Lipscomb    | Trenton                     |
| David McKnight     | Flicker                     |
| Dale Payne         | námořník č.1                |
| Lee Hinton         | Cue Ball                    |
| Glenn Morshower    | podporučík Taylor           |
| Leo Alexander      | poručík Smart               |
| John Rottger       | velitel Green               |
| Raymond Cruz       | Ramirez                     |
| George H. W. Bush  | 41. prezident USA, sám sebe |
| Dru Ann Carlsonová | kapitánova mluvčí           |

## Produkce a distribuce
Ačkoli se děj odehrává na bitevní lodi USS Missouri, ta posloužila pouze pro celkové záběry, většina scén byla natočena na tehdy již vyřazené lodi fungující jako muzeum USS Alabama. Severokorejskou ponorku představovala skutečná USS Drum.
Původní námět napsal J. F. Lawton. Film byl podle filmového ratingu MPAA ve Spojených státech zařazen do kategorie „R“ (Restricted; do 17 let s doprovodem). Britské hodnocení bylo omezeno na kategorii od 15 let. V této zemi byla vystřižena desetisekundová sekvence – část boje v dílně a vytrhnutí ohryzku z krku.

## Kritika a příjmy
První víkend ve Spojených státech snímek vydělal 15 760 003 dolarů ve 2 042 kinech, s průměrným ziskem 7 717 dolarů na jeden sál. Následné americké tržby činily 83 563 139 dolarů a celosvětové pak 156 563 139 dolarů.
Film měl pozitivní kritiky, které oceňovaly zejména Tommyho Leea Jonese a Garyho Buseyho v záporných rolích darebáků. Hodnocení na Česko-Slovenské filmové databázi ke květnu 2011 představovalo 71 %.
Davisova režie zapůsobila na Harrisona Forda tak, že po zhlédnutí filmu podepsal smlouvu na roli Richarda Kimbla v Davisově připravovaném thrilleru Uprchlík.
Film získal dvě nominace na Oscara v kategoriích Nejlepší střihové zvukové efekty a Nejlepší zvuk (Best Sound Effects Editing; Best Sound).